# Anders Gløersen
Anders Gløersen (22 mei 1986) is een Noorse langlaufer.

## Carrière
Gløersen maakte zijn wereldbekerdebuut in maart 2007 in Drammen. Op 16 december 2007 boekte de Noor in Rybinsk zijn eerste wereldbekerzege, dit was tevens de eerste keer dat hij wereldbekerpunten scoorde.
Op de wereldkampioenschappen langlaufen 2011 in Oslo eindigde Gløersen als dertiende op de sprint.

## Resultaten

### Wereldkampioenschappen
| Jaar | Plaats | Resultaten               |
| ---- | ------ | ------------------------ |
| 2011 | Oslo   | 13e Sprint (vrije stijl) |

### Wereldbeker
Eindklasseringen
| Seizoen   | Algm | DI   | SP  | TdS |
| --------- | ---- | ---- | --- | --- |
| 2007/2008 | 21e  | –    | 4e  | –   |
| 2008/2009 | 100e | –    | 55e | –   |
| 2009/2010 | 28e  | 115e | 9e  | –   |
| 2010/2011 | 60e  | –    | 21e | –   |
| 2011/2012 | 35e  | 62e  | 11e | –   |
| 2012/2013 | 42e  | 56e  | 12e | –   |

Wereldbekerzeges
| Datum            | Plaats  | Onderdeel            |
| ---------------- | ------- | -------------------- |
| 16 december 2007 | Rybinsk | Sprint (vrije stijl) |
| 1 maart 2008     | Lahti   | Sprint (vrije stijl) |
| 14 maart 2010    | Oslo    | Sprint (vrije stijl) |
| 15 december 2013 | Davos   | Sprint (vrije stijl) |